# STS–113
Az STS–113 jelű küldetés az amerikai űrrepülőgép-program 112., a Endeavour űrrepülőgép 19. repülése. 2007-ig ez volt az Endeavour utolsó járata, következett a nagyobb átalakítás időszaka.

## Küldetés
Az űrrepülőgép a Destiny kutatómodul dokkolóberendezéséhez kapcsolódott. Az utolsó küldetés, amely során orosz űrhajósok repültek a Space Shuttle fedélzetén.

## Jellemzői
A beépített kanadai Canadarm (RMS) manipulátor kart 50 méter kinyúlást biztosított (műholdak indítás/elfogása, külső munkák [kutatás, szerelések], hővédőpajzs külső ellenőrzése) a műszaki szolgálat teljesítéséhez. James Wetherbee üzemeltette a manipulátor kart.

## Első nap
2002. november 23-án a szilárd hajtóanyagú gyorsítórakéták, Solid Rocket Booster(SRB) segítségével Floridából, a Cape Canaveral (KSC) Kennedy Űrközpontból, a LC39–A (LC–Launch Complex) jelű indítóállványról emelkedett a magasba. Az orbitális pályája 92,3 perces, 51,6 fokos hajlásszögű, elliptikus pálya perigeuma 379 kilométer, az apogeuma 397 kilométer volt. Felszálló tömeg indításkor 116 460 kilogramm, leszálló tömeg 91 498 kilogramm. Szállított hasznos teher 12 477 kilogramm.

## Hasznos teher
A 6. személyzetet szállította, akik a 185 napos szolgálat után az 5. személyzetet váltották. Dokkolás után végrehajtották a személyre szabott ülések cseréjét. A 16. amerikai (ISS -16 -11A) összeszerelési repülés volt a Nemzetközi Űrállomásra (ISS). Peggy Whitson és Kenneth Bowersox üzemeltette a Canadarm2 manipulátor kart. Az űrállomás továbbépítésére az alumíniumból készült P1 rácselemet az S0 elem menetirány szerinti bal oldalára szerelték. A P1 rácselem nyitott állapotban 45 méter hosszú, 6 méter széles, súlya 15 tonna. Az űrállomás hőszabályozó (hűtési/fűtési) rendszerének 3 db radiátorát hordozza. Tartalmaz egy S-sávú kommunikációs rendszert. Felszerelték az új külső televíziós kamerákat. A legénység munkáját speciális eszközök, szerszámok segítették (CETA). A szerelési munkákhoz felhasználták az STS–110 által szállított mozgatható állványt Mobile Transporter (MT). 1969 kilogramm logisztikai árút (víz, élelmiszer, ruházat, személyes tárgyak, orvosi- eszközök, berendezések, kutatási- kísérleti anyagok és eszközök) szállítottak. Visszafelé bepakolták a csomagoló anyagokat, a szemetet. A dokkolás megszűnésével az űrrepülőgép lassú sodródása következett, 450 méter távolságban indították a főmotorokat.

### Űrséták
Az első űrséta (kutatás, szerelés) alatt telepítették P1 rácsos szerkezetet (kicsomagolás, rögzítés, kinyitás, kábelezés). Második űrséta alatt új TV kamerákat telepítettek, tovább építették a  Canadarm2 mozgását segítő sínrendszert. Harmadik űrséta alkalmával a Mobile Transporter (MT) felhasználásával készre szerelést, üzempróbát végeztek.
(zárójelben a dátum és az időtartam)
- EVA 1: Miguel López-Alegría és John Herrington (2002. november 26., 6 óra 45 perc)
- EVA 2: Miguel López-Alegría és John Herrington (2002. november 29., 6 óra 10 perc)
- EVA 3: Miguel López-Alegría és John Herrington (2002. november 30., 7 óra 00 perc)

### Műhold
A tehertérben rögzített technológiai műholdat egy rúgós szerkezet lökte a világűrbe. A műhold pályairányba állítását követően az űrrepülőgép 13-16 kilométerre eltávolodott.

#### MEPSI
Gyártotta az Union Aerospace Corporation és a NASA Jet Propulsion Laboratory (JPL). Üzemeltette a Defense Advanced Research Project Agency (DARPA), az Air Force Research Laboratory (AFRL) és az Amerikai Védelmi Minisztérium (DoD).
Megnevezései: MEPSI; MEPSI (2002-052B); Microelectromechanical Systems Picosat Inspector (MEPSI); USA 164. Kódszáma: 27562.
A technológiai műholdat 2002. november 24-én állították pályairányba. A műhold kábelkapcsolaton keresztül biztosította az üzemeltetés feltételeit, Az orbitális egység pályája 92,42 perces, 51,56 fokos hajlásszögű, elliptikus pálya perigeuma 389 kilométer, az apogeuma 398 kilométer volt. Hasznos tömege 2 kilogramm. A műholdhoz 15 méteres vezetőpórázon kettő miniatűr műhold kapcsolódott. Formájuk téglatest, méretük 102 × 102 × 127 milliméter volt.
Feladata:
- tesztelni az új főmotor indító szerkezetét, a centrifuga szivattyú működését,
- tesztkapcsolat és a teszt műszaki eredményeit a földi állomásra továbbítani,
- tesztelni az inerciális navigációs rendszert,
- tesztelni az RF adó-vevő rendszerét,
- tesztelni az RF jelerősítőket.

Feladatát befejezve 2003. január 31-én 68,96 nap (0,19 év) után belépett a légkörbe és megsemmisült.

## Tizenharmadik nap
2002. december 7-én a Kennedy Űrközponton (KSC), kiinduló bázisán szállt le. Összesen 13 napot, 18 órát, 48 percet és 38 másodpercet töltött a világűrben. 9 000 000 kilométert (5 600 000 mérföldet) repült, 215 alkalommal kerülte meg a Földet.

## Személyzet
(zárójelben a repülések száma az STS–113 küldetéssel együtt)
- James Donald Wetherbee  (6), parancsnok
- Paul Scott Lockhart  (2) pilóta
- Michael Eladio Lopez-Alegria  (3), kutatásfelelős
- John Herrington  (1), kutatásfelelős
- Kenneth Dwane Bowersox  (5), kutatásfelelős/ISS parancsnok
- Nyikolaj Mihajlovics Budarin  (3), kutatásfelelős/Fedélzeti mérnök – Orosz Szövetségi Űrügynökség (RKA)
- Donald Roy Pettit  (1), kutatásfelelős/Fedélzeti mérnök

### Tartalék személyzet
- Szalizsan Sakirovics Saripov  kutatásfelelős/ISS parancsnok (RKA)
- Edward Michael Fincke  kutatásfelelős/Fedélzeti mérnök

### Visszatérő személyzet
- James Donald Wetherbee (6), parancsnok
- Paul Scott Lockhart (2) pilóta
- Michael Eladio Lopez-Alegria (3), kutatásfelelős
- John Herrington (1), kutatásfelelős
- Valerij Grigorjevics Korzun  (2), ISS parancsnok/kutatásfelelős (RKA)
- Peggy Annette Whitson  (1), Fedélzeti mérnök/kutatásfelelős
- Szergej Jevgenyjevics Trescsov  (1), Fedélzeti mérnök/kutatásfelelős (RKA)